# Istorija hinduizma
Istorija hinduizma označava široku paletu srodnih religijskih tradicija koje su poreklom sa Indijskog potkontinenta. Njegova istorija preklapa se ili se podudara sa razvojem religije na indijskom potkontinentu još od gvozdenog doba, a neke od njenih tradicija sežu i do praistorijskih religija, poput civilizacije doline Inda iz bronzanog doba. Hinduizam se naziva „najstarijom religijom” na svetu. Učenjaci hinduizam smatraju sintezom različitih indijskih kultura i tradicija, sa različitim korenima i bez pojedinačnog osnivača.
Istorija hinduizma često se deli na periode razvoja. Prvo razdoblje je pred-vedsko razdoblje, koje uključuje civilizaciju doline Inda i lokalne praistorijske religije, koje se završava oko 1750. godine pre nove ere. Ovaj period je sledio u severnoj Indiji vedski period, gde je došlo do uvođenja istorijske vedske religije sa indoarijskim migracijama, počevši negde između 1900. godine p. n. e. do 1400. godine p. n. e.. Sledeći period, između 800. godine p. n. e. i 200 godina pne, je „prekretnica između vedske religije i hinduističkih religija”, i formativnog perioda za hinduizam, đainizam i budizam. Epski i rani puranski period, od c. 200. p. n. e. do 500. godine, osvedočio je klasično „zlatno doba” hinduizma (oko 320-650), koje se poklapa sa carstvom Gupta. U ovom periodu se razvilo šest grana hinduističke filozofije, a to su samkja, joga, njaja, vajšešika, mimamsa i vedanta. Monoteističke sekte poput šivizma i višnuzma razvile su se tokom istog perioda kroz pokret Bakti. Period od otprilike 650. do 1100. godine formira kasni klasični period ili rani srednji vek, u kome je uspostavljen klasični puranski hinduizam, i Adi Šankarin, advajta vedanta, koji je budističku misao ugradio u vedantu, obeležavajući prelazak sa realistične na idealističku misao.
Hinduizam pod i hinduističkim i islamskim vladarima od c. 1200 do 1750, videli su sve veću istaknutost pokreta bakti, koji i danas ostaje uticajan. U kolonijalnom periodu došlo je do pojave različitih hinduističkih reformskih pokreta, delom inspirisanih zapadnim pokretima, kao što su unitarijanstvo i teozofija. Podela Indije 1947. godine odvijala se prema verskim linijama, pri čemu je Republika Indija nastala sa hinduističkom većinom. Tokom 20. veka, zbog indijske dijaspore, hinduističke manjine su se formirale na svim kontinentima, a najveće zajednice po apsolutnom broju su u Sjedinjenim Državama i Velikoj Britaniji.

## Napomene
1. ↑  See:
  - „Najstarija religija”:
    - Fauler: „verovatno najstarija religija na svetu”[2]
    - Gelman & Hartman: „Hinduizam, svetska najstarija religija”[3]
    - Stevens: „Hinduizam, najstarija religija na svetu”,[4]

  - „Najstarija živuća religija”[5]
  - „Najstarija postojeća velikar religija” na svetu.[6][7]
    - Laderman: „najstarija živa civilizacija i religija na svetu”[8]
    - Turner: „Takođe je prepoznata kao najstarija velika religija na svetu”[9]

Smart, s druge strane, naziva ga isto tako jednom od najmlađih religija: „Hinduizam bi mogao da se vidi kao mnogo noviji, iako sa raznim drevnim korenima: u određenom smislu nastao je krajem 19. veka i početkom 20. veka.”[10] Pogledajte takođe:
  - Unireligija, šamanizam, animizam, obožavanje predaka za neke od najstarijih formi religije
  - Sarnaizam i sanamahizam, indijske plemenske religije povezane sa najranijim migracijama u Indiju
  - Australijska aboridžinska mitologija, jedna od najstarijih preživelih religija na svetu.
2. ↑   Među njenim korenima su vedska religija[14] kasnog vedskog perioda i njen naglasak na statuss brahmana,[17] ali isto tako religije civilizacije doline Inda,[15][18][19][20] šramana[21] ili odricanje tradicija[14] Istočne Indije,[21] i „popularne ili lokalne tradicije".[14]
3. ↑  Tačno datiranje nije moguće za početak vedskog perioda. Vicel spominje raspon između 1900. i 1400. godine p. n. e..[23] Flud pominje 1500. p. n. e..[24]

## Literatura
- Allchin, Frank Raymond; Erdosy, George (1995), The Archaeology of Early Historic South Asia: The Emergence of Cities and States, Cambridge University Press, ISBN 9780521376952, Приступљено 25. 11. 2008
- Anthony, David W. (2007), The Horse The Wheel And Language. How Bronze-Age Riders From the Eurasian Steppes Shaped The Modern World, Princeton University Press
- Avari, Burjor (2013). Islamic Civilization in South Asia: A history of Muslim power and presence in the Indian subcontinent. Routledge. ISBN 978-0-415-58061-8.
- Ayalon, David (1986), Studies in Islamic History and Civilisation, BRILL, ISBN 978-965-264-014-7
- Banerji, S. C. (1992), Tantra in Bengal (Second revised and enlarged изд.), Delhi: Manohar, ISBN 978-81-85425-63-4
- Basham, Arthur Llewellyn (1989), The Origins and Development of Classical Hinduism, Oxford University Press, ISBN 9780195073492
- Basham, A. L. (1999), A Cultural History of India, Oxford University Press, ISBN 978-0-19-563921-6
- Beckwith, Christopher I. (2009), Empires of the Silk Road, Princeton University Press, ISBN 978-0691135892
- Beversluis, Joel (2000), Sourcebook of the World's Religions: An Interfaith Guide to Religion and Spirituality (Sourcebook of the World's Religions, 3rd ed), Novato, Calif: New World Library, ISBN 978-1-57731-121-8
- Bhaktivedanta, A. C. (1997), Bhagavad-Gita As It Is, Bhaktivedanta Book Trust, ISBN 978-0-89213-285-0, Архивирано из оригинала 13. 9. 2009. г., Приступљено 14. 7. 2007
- Bhaskarananda, Swami (1994), The Essentials of Hinduism: a comprehensive overview of the world's oldest religion, Seattle, WA: Viveka Press, ISBN 978-1-884852-02-2
- Bhattacharya, Vidhushekhara (1943), Gauḍapādakārikā, Delhi: Motilal Banarsidass
- Bhattacharyya, N.N (1999), History of the Tantric Religion (Second Revised изд.), Delhi: Manohar publications, ISBN 978-81-7304-025-2
- Bowker, John (2000), The Concise Oxford Dictionary of World Religions, Oxford University Press
- Brodd, Jeffrey (2003), World Religions, Winona, MN: Saint Mary's Press, ISBN 978-0-88489-725-5
- Bryant, Edwin (2007), Krishna: A Sourcebook, Oxford University Press
- Burley, Mikel (2007), Classical Samkhya and Yoga: An Indian Metaphysics of Experience, Taylor & Francis
- Cavalli-Sforza, Luigi Luca; Menozzi, Paolo; Piazza, Alberto (1994), The History and Geography of Human Genes, Princeton University Press, ISBN 978-0691087504
- Chidbhavananda, Swami (1997), The Bhagavad Gita, Sri Ramakrishna Tapovanam
- Clarke, Peter Bernard (2006), New Religions in Global Perspective, Routledge, стр. 209, ISBN 978-0-7007-1185-7
- Clark, Sharri R. (2007), The social lives of figurines: recontextualising the third millennium BCE terracotta figurines from Harappa, Pakistan. Harvard PhD
- Comans, Michael (2000), The Method of Early Advaita Vedānta: A Study of Gauḍapāda, Śaṅkara, Sureśvara, and Padmapāda, Delhi: Motilal Banarsidass
- Cordaux, Richard; Weiss, Gunter; Saha, Nilmani; Stoneking, Mark (2004), „The Northeast Indian Passageway: A Barrier or Corridor for Human Migrations?”, Molecular Biology and Evolution, 21 (8): 1525—33, PMID 15128876, doi:10.1093/molbev/msh151, Приступљено 25. 11. 2008
- Cousins, L.S. (2010), Buddhism. In: "The Penguin Handbook of the World's Living Religions", Penguin, ISBN 9780141955049
- Crangle, Edward Fitzpatrick (1994), The Origin and Development of Early Indian Contemplative Practices, Otto Harrassowitz Verlag
- Doniger, Wendy (1999), Merriam-Webster's Encyclopedia of World Religions, Merriam-Webster, ISBN 9780877790440
- Doniger, Wendy (2010), The Hindus: An Alternative History, Oxford University Press, ISBN 9780199593347
- Duchesne-Guillemin, Jacques (1963), „Heraclitus and Iran”, History of Religions, 3 (1): 34—49, doi:10.1086/462470
- Eaton, Richard M. (1993), The Rise of Islam and the Bengal Frontier, 1204–1760, University of California Press, Архивирано из оригинала 27. 05. 2016. г., Приступљено 04. 09. 2019
- Eaton, Richard M. (2000a), „Temple desecration in pre-modern India. Part I” (PDF), Frontline
- Eaton, Richard M. (2006), „Introduction”,  Ур.: Chatterjee, Indrani; Eaton, Richard M., Slavery and South Asian History, Indiana University Press 0-2533, ISBN 978-0-253348104
- Eliot, Sir Charles (2003), Hinduism and Buddhism: An Historical Sketch, I (Reprint изд.), Munshiram Manoharlal, ISBN 978-81-215-1093-6
- Embree, Ainslie T. (1988), Sources of Indian Tradition. Second Edition. volume One. From the beginning to 1800, Columbia University Press
- Esposito, John (2003), „Suhrawardi Tariqah”, The Oxford Dictionary of Islam, Oxford University Press, ISBN 978-0195125597
- Feuerstein, Georg (2002), The Yoga Tradition, Motilal Banarsidass, ISBN 978-3-935001-06-9
- Flood, Gavin D. (1996), An Introduction to Hinduism, Cambridge University Press
- Flood, Gavin (2006), The Tantric Body. The Secret Tradition of Hindu Religion, I.B Taurus
- Flood, Gavin (2008), The Blackwell Companion to Hinduism, John Wiley & Sons
- Fort, Andrew O. (1998), Jivanmukti in Transformation: Embodied Liberation in Advaita and Neo-Vedanta, SUNY Press
- Fowler, Jeaneane D. (1997), Hinduism: Beliefs and Practices, Sussex Academic Press
- Fuller, C. J. (2004), The Camphor Flame: Popular Hinduism and Society in India, Princeton, NJ: Princeton University Press, ISBN 978-0-691-12048-5
- Gaborieau, Marc (jun 1985), „From Al-Beruni to Jinnah: Idiom, Ritual and Ideology of the Hindu-Muslim Confrontation in South Asia”, Anthropology Today, 1 (3): 7—14, JSTOR 3033123, doi:10.2307/3033123
- Garces-Foley, Katherine (2005), Death and religion in a changing world, M. E. Sharpe
- Garg, Gaṅgā Rām (1992), Encyclopaedia of the Hindu World, Volume 1, Concept Publishing Company, ISBN 9788170223740
- Gellman, Marc; Hartman, Thomas (2011), Religion For Dummies, John Wiley & Sons
- Georgis, Faris (2010), Alone in Unity: Torments of an Iraqi God-Seeker in North America, Dorrance Publishing, ISBN 978-1-4349-0951-0
- Ghurye, Govind Sadashiv (1980), The Scheduled Tribes of India, Transaction Publishers, ISBN 9781412838856
- Gombrich, Richard F. (2006), Theravada Buddhism. A Social History from Ancient Benares to Modern Colombo (Second изд.), London and New York: Routledge
- Gomez, Luis O. (2013), Buddhism in India. In: Joseph Kitagawa, "The Religious Traditions of Asia: Religion, History, and Culture", Routledge, ISBN 9781136875908
- Grapperhaus, F.H.M. (2009), Taxes through the Ages, ISBN 978-9087220549
- Growse, Frederic Salmon (1996), Mathura - A District Memoir (Reprint изд.), Asian Educational Services
- Halbfass, Wilhelm (1991), Tradition and Reflection, SUNY Press, ISBN 9780791403617
- Halbfass, Wilhelm (1995), Philology and Confrontation: Paul Hacker on Traditional and Modern Vedānta, SUNY Press
- Halbfass, Wilhelm (2007), Research and reflection: Responses to my respondents / iii. Issues of comparative philosophy (pp. 297-314). In: Karin Eli Franco (ed.), "Beyond Orientalism: the work of Wilhelm Halbfass and its impact on Indian and cross-cultural studies" (1st Indian изд.), Delhi: Motilal Banarsidass Publishers, ISBN 978-8120831100
- Harman, William (2004), „Hindu Devotion”,  Ур.: Rinehart, Robin, Contemporary Hinduism: Ritual, Culture, and Practice, ABC-CLIO, стр. 99—122, ISBN 978-1576079058
- Harshananda, Swami (1989), A Bird's Eye View of the Vedas, in "Holy Scriptures: A Symposium on the Great Scriptures of the World" (2nd изд.), Mylapore: Sri Ramakrishna Math, ISBN 978-81-7120-121-1
- Hardy, P. (1977), „Modern European and Muslim explanations of conversion to Islam in South Asia: A preliminary survey of the literature”, Journal of the Royal Asiatic Society of Great Britain & Ireland, 109 (2): 177—206, doi:10.1017/s0035869x00133866
- Harvey, Andrew (2001), Teachings of the Hindu Mystics, Shambhala, ISBN 978-1-57062-449-0
- Hiltebeitel, Alf (2002), Hinduism. In: Joseph Kitagawa, "The Religious Traditions of Asia: Religion, History, and Culture", Routledge, ISBN 9781136875977
- Hiltebeitel, Alf (2007), Hinduism. In: Joseph Kitagawa, "The Religious Traditions of Asia: Religion, History, and Culture". Digital printing 2007, Routledge, ISBN 9781136875908
- Hoiberg, Dale (2001), Students' Britannica India, Popular Prakashan, ISBN 978-0-85229-760-5
- Hopfe, Lewis M.; Woodward, Mark R. (2008), Religions of the World, Pearson Education, ISBN 9780136061779
- Hori, Victor Sogen (1994), Teaching and Learning in the Zen Rinzai Monastery. In: Journal of Japanese Studies, 20  (1):  5–35[[Категорија:Cite journal]] (PDF), Архивирано из оригинала (PDF) 7. 7. 2018. г. Сукоб URL—викивеза (помоћ)
- Inden, Ronald (1998), Ritual, Authority, And Cycle Time in Hindu Kingship. In: JF Richards, ed., "Kingship and Authority in South Asia", New Delhi: Oxford University Press
- Inden, Ronald B. (2000), Imagining India, C. Hurst & Co. Publishers
- Johnson, W.J. (2009), A Dictionary of Hinduism, Oxford University Press, ISBN 978-0-19-861025-0
- Jones, Constance; Ryan, James D. (2006), Encyclopedia of Hinduism, Infobase Publishing, ISBN 9780816075645
- Jouhki, Jukka (2006), „Orientalism and India” (PDF), J@rgonia, 8, Архивирано из оригинала (PDF) 25. 05. 2017. г., Приступљено 04. 09. 2019
- Kenoyer, Jonathan Mark (1998), Ancient Cities of the Indus Valley Civilisation, Karachi: Oxford University Press
- Khanna, Meenakshi (2007), Cultural History Of Medieval India, Berghahn Books
- King, Richard (1999), „Orientalism and the Modern Myth of "Hinduism"”, NUMEN, 46: 146—185
- King, Richard (2001), Orientalism and Religion: Post-Colonial Theory, India and "The Mystic East", Taylor & Francis e-Library
- King, Richard (2002), Orientalism and Religion: Post-Colonial Theory, India and "The Mystic East", Routledge
- Klostermaier, Klaus K. (2007), A Survey of Hinduism: Third Edition, SUNY Press, ISBN 9780791470824
- Knott, Kim (1998), Hinduism: A Very Short Introduction, Oxford University Press, ISBN 9780191606458
- Koller, J. M. (1984), „The Sacred Thread: Hinduism in Its Continuity and Diversity, by J. L. Brockington (Book Review)”, Philosophy East and West, 34 (2): 234—236, JSTOR 1398925, doi:10.2307/1398925
- Kramer, Kenneth (1986), World scriptures: an introduction to comparative religions, ISBN 978-0-8091-2781-8
- Kulke, Hermann; Rothermund, Dietmar (1998), High-resolution analysis of Y-chromosomal polymorphisms reveals signatures of population movements from central Asia and West Asia into India, Routledge, ISBN 978-0-415-15482-6, Приступљено 25. 11. 2008
- Kulke, Hermann; Rothermund, Dietmar (1998), High-resolution analysis of Y-chromosomal polymorphisms reveals signatures of population movements from central Asia and West Asia into India, Routledge, ISBN 978-0-415-15482-6, Приступљено 25. 11. 2008
- Kulke, Hermann; Rothermund, Dietmar (2004), A History of India, Routledge
- Kumar, Dhavendra (2004), Genetic Disorders of the Indian Subcontinent, Springer, ISBN 978-1-4020-1215-0, Приступљено 25. 11. 2008
- Kuruvachira, Jose (2006), Hindu nationalists of modern India, Rawat publications, ISBN 978-81-7033-995-3
- Laderman, Gary (2003), Religion and American Cultures: An Encyclopedia of Traditions, Diversity, and Popular Expressions, ABC-CLIO, ISBN 978-1-57607-238-7
- Larson, Gerald (1995), India's Agony Over Religion, SUNY Press, ISBN 9780791424117
- Larson, Gerald James (2009), Hinduism. In: "World Religions in America: An Introduction", pp. 179-198, Westminster John Knox Press, ISBN 9781611640472
- Lockard, Craig A. (2007), Societies, Networks, and Transitions. Volume I: to 1500, Cengage Learning, ISBN 978-0618386123
- Lorenzen, David N. (2002), „Early Evidence for Tantric Religion”,  Ур.: Harper, Katherine Anne; Brown, Robert L., The Roots of Tantra, State University of New York Press, ISBN 978-0-7914-5306-3
- Lorenzen, David N. (2006), Who Invented Hinduism: Essays on Religion in History, Yoda Press, ISBN 9788190227261
- Malik, Jamal (2008), Islam in South Asia: A Short History, Brill Academic, ISBN 978-9004168596
- Mallory, J.P. (1989), In Search of the Indo-Europeans: Language, Archaeology, and Myth, London: Thames & Hudson, стр. 38f.
- Marshall, John (1931), Mohenjo Daro and the Indus Civilisation, London
- McMahan, David L. (2008), The Making of Buddhist Modernism, Oxford University Press, ISBN 9780195183276
- McRae, John (2003), Seeing Through Zen. Encounter, Transformation, and Genealogy in Chinese Chan Buddhism, The University Press Group Ltd, ISBN 9780520237988
- Melton, Gordon J.; Baumann, Martin (2010), Religions of the World: A Comprehensive Encyclopedia of Beliefs and Practices (6 volumes), ABC-CLIO
- Merriam-Webster (2000), Merriam-Webster's Collegiate Encyclopedia, Merriam-Webster
- Michaels, Axel (2004), Hinduism. Past and present, Princeton, New Jersey: Princeton University Press
- Michell, George (1977), The Hindu Temple: An Introduction to Its Meaning and Forms, University of Chicago Press, ISBN 9780226532301
- Minor, Rober Neil (1987), Radhakrishnan: A Religious Biography, SUNY Press
- Misra, Amalendu (2004), Identity and Religion: Foundations of Anti-Islamism in India, SAGE
- Monier-Williams, Monier (1974), Brahmanism and Hinduism: Or, Religious Thought and Life in India, as Based on the Veda and Other Sacred Books of the Hindus, Elibron Classics, Adamant Media Corporation, ISBN 978-1-4212-6531-5, Приступљено 8. 7. 2007
- Monier-Williams, Monier (2001) [first published 1872], English Sanskrit dictionary, Delhi: Motilal Banarsidass, ISBN 978-81-206-1509-0, Приступљено 24. 7. 2007
- Morgan, Kenneth W. (1953), The Religion of the Hindus, Ronald Press
- Muesse, Mark William (2003), Great World Religions: Hinduism, Архивирано из оригинала 27. 12. 2013. г., Приступљено 04. 09. 2019
- Muesse, Mark W. (2011), The Hindu Traditions: A Concise Introduction, Fortress Press
- Mukherjee, Namita; Nebel, Almut; Oppenheim, Ariella; Majumder, Partha P. (decembar 2001), „High-resolution analysis of Y-chromosomal polymorphisms reveals signatures of population movements from central Asia and West Asia into India” (PDF), Journal of Genetics, 80 (3): 125—35, PMID 11988631, doi:10.1007/BF02717908, Приступљено 25. 11. 2008[мртва веза]
- Nakamura, Hajime (2004), A History of Early Vedanta Philosophy. Part Two, Delhi: Motilal Banarsidass Publishers Private Limited
- Naravane, M.S. (2014), Battles of the Honorourable East India Company, A.P.H. Publishing Corporation, ISBN 9788131300343
- Narayanan, Vasudha (2009), Hinduism, The Rosen Publishing Group, ISBN 9781435856202
- Nath, Vijay (2001), „From 'Brahmanism' to 'Hinduism': Negotiating the Myth of the Great Tradition”, Social Scientist: 19—50}
- Nicholson, Andrew J. (2010), Unifying Hinduism: Philosophy and Identity in Indian Intellectual History, Columbia University Press
- Popular Prakashan (2000), Students' Britannica India, Volumes 1-5, Popular Prakashan, ISBN 9780852297605
- Nikhilananda, Swami (1990), The Upanishads: Katha, Iśa, Kena, and Mundaka, I (5th изд.), New York: Ramakrishna-Vivekananda Centre, ISBN 978-0-911206-15-9
- Nikhilananda, Swami (trans.) (1992), The Gospel of Sri Ramakrishna (8th изд.), New York: Ramakrishna-Vivekananda Centre, ISBN 978-0-911206-01-2
- Novetzke, Christian Lee (2013), Religion and Public Memory, Columbia University Press, ISBN 978-0231512565
- Nussbaum, Martha C. (2009). The Clash Within: Democracy, Religious Violence, and India's Future. Harvard University Press. ISBN 978-0-674-03059-6. Приступљено 25. 5. 2013.
- Oberlies, T (1998), Die Religion des Rgveda, Vienna: Institut für Indologie der Universität Wien, ISBN 978-3-900271-32-9
- Osborne, E (2005), Accessing R.E. Founders & Leaders, Buddhism, Hinduism and Sikhism Teacher's Book Mainstream, Folens Limited
- Possehl, Gregory L. (11. 11. 2002), „Indus religion”, The Indus Civilization: A Contemporary Perspective, Rowman Altamira, стр. 141—156, ISBN 978-0-7591-1642-9
- Radhakrishnan, S; Moore, CA (1967), A sourcebook in Indian Philosophy, Princeton University Press, ISBN 978-0-691-01958-1
- Radhakrishnan, S (Trans.) (1995), Bhagvada Gita, Harper Collins, ISBN 978-1-85538-457-6
- Radhakrishnan, S (1996), Indian Philosophy, 1, Oxford University Press, ISBN 978-0-19-563820-2
- Raju, P.T. (1992), The Philosophical Traditions of India, Delhi: Motilal Banarsidass Publishers Private Limited
- Ramaswamy, Sumathi (1997), Passions of the Tongue: Language Devotion in Tamil India, 1891-1970, University of California Press
- Ramstedt, Martin (2004), Hinduism in Modern Indonesia: A Minority Religion Between Local, National, and Global Interests, New York: Routledge
- Rawat, Ajay S. (1993), StudentMan and Forests: The Khatta and Gujjar Settlements of Sub-Himalayan Tarai, Indus Publishing
- Renard, Philip (2010), Non-Dualisme. De directe bevrijdingsweg, Cothen: Uitgeverij Juwelenschip
- Renou, Louis (1964), The Nature of Hinduism, Walker
- Richman, Paula (1988), Women, branch stories, and religious rhetoric in a Tamil Buddhist text, Buffalo, NY: Maxwell School of Citizenship and Public Affairs, Syracuse University, ISBN 978-0-915984-90-9
- Rinehart, Robin (2004), Contemporary Hinduism: Ritual, Culture, and Practice, ABC-CLIO
- Rodrigues, Hillary (2006), Hinduism: the Ebook, JBE Online Books
- Rosen, Steven (2006), Essential Hinduism, Greenwood Publishing Group, ISBN 9780275990060
- Samuel, Geoffrey (2010), The Origins of Yoga and Tantra. Indic Religions to the Thirteenth Century, Cambridge University Press
- Sarma, D. S. (1987) [first published 1953], „The nature and history of Hinduism”,  Ур.: Morgan, Kenneth W., The Religion of the Hindus, Ronald Press, стр. 3—47, ISBN 978-8120803879
- Sargeant, Winthrop; Chapple, Christopher (1984), The Bhagavad Gita, New York: State University of New York Press, ISBN 978-0-87395-831-8
- Sen Gupta, Anima (1986), The Evolution of the Sāṃkhya School of Thought, South Asia Books, ISBN 978-81-215-0019-7
- Sharma, B. N. Krishnamurti (2000), History of the Dvaita School of Vedānta and Its Literature: From the Earliest Beginnings to Our Own Times, Motilal Banarsidass Publishers, ISBN 9788120815759
- Singh, S.P. (1989), „Rigvedic Base of the Pasupati Seal of Mohenjo-Daro”, Puratattva, 19: 19—26
- Singh, Upinder (2008), A History of Ancient and Early Medieval India: From the Stone Age to the 12th Century, Pearson Education India, ISBN 978-81-317-1120-0
- Silverberg, James (1969), „Social Mobility in the Caste System in India: An Interdisciplinary Symposium”, The American Journal of Sociology, 75 (3), стр. 442—443, doi:10.1086/224812
- Sharf, Robert H. (avgust 1993), „The Zen of Japanese Nationalism”, History of Religions, 33 (1): 1—43
- Sharf, Robert H. (1995), Whose Zen? Zen Nationalism Revisited (PDF)
- Sharf, Robert H. (2000), The Rhetoric of Experience and the Study of Religion. In: Journal of Consciousness Studies, 7, No. 11-12, 2000, pp. 267-87 (PDF), Архивирано из оригинала (PDF) 13. 05. 2013. г., Приступљено 04. 09. 2019
- Sharma, Arvind (2003), The Study of Hinduism, University of South Carolina Press
- Singh, Upinder (2008), A History of Ancient and Early Medieval India: From the Stone Age to the 12th Century, Pearson Education India, ISBN 978-81-317-1120-0
- Sjoberg, Andree F. (1990), „The Dravidian Contribution To The Development Of Indian Civilization: A Call For A Reassesment”, Comparative Civilizations Review, 23: 40—74
- Smart, Ninian (1993), „THE FORMATION RATHER THAN THE ORIGIN OF A TRADITION”, DISKUS, 1 (1): 1, Архивирано из оригинала 2. 12. 2013. г.
- Smart, Ninian (2003), Godsdiensten van de wereld (The World's religions), Kampen: Uitgeverij Kok
- Smelser, Neil J.; Lipset, Seymour Martin, ур. (2005), Social Structure and Mobility in Economic Development, Aldine Transaction, ISBN 978-0-202-30799-2
- Smith, W.C. (1962), The Meaning and End of Religion, San Francisco: Harper and Row, ISBN 9780791403617
- Smith, Huston (1991), The World's Religions: Our Great Wisdom Traditions, San Francisco: HarperSanFrancisco, ISBN 978-0-06-250799-0
- Smith, Vincent A. (1999) [first published 1908]. The early history of India (3rd изд.). Oxford University Press. стр. 381—384.
- Stein, Burton (2010), A History of India, Second Edition (PDF), Wiley-Blackwell, Архивирано из оригинала (PDF) 14. 1. 2014. г.
- Stevens, Anthony (2001), Ariadne's Clue: A Guide to the Symbols of Humankind, Princeton University Press
- Sweetman, Will (2004), „The prehistory of Orientalism: Colonialism and the Textual Basis for Bartholomaus Ziegenbalg's Account of Hinduism” (PDF), New Zealand Journal of Asian Studies, 6 (2): 12—38, Архивирано из оригинала (PDF) 07. 02. 2013. г., Приступљено 04. 09. 2019
- Thani Nayagam, Xavier S. (1963), Tamil Culture, 10, Academy of Tamil Culture, Приступљено 25. 11. 2008
- Thapar, Romila (1978), Ancient Indian Social History: Some Interpretations (PDF), Orient Blackswan, Архивирано из оригинала (PDF) 14. 2. 2015. г.
- Thapar, Romila (1978), Ancient Indian Social History: Some Interpretations (PDF), Orient Blackswan
- Thapar, R. (1993), Interpreting Early India, Delhi: Oxford University Press
- Thapar, Romula (2003), The Penguin History of Early India: From the Origins to AD 1300, Penguin Books India, ISBN 9780143029892
- Thompson Platts, John (1884), A dictionary of Urdu, classical Hindī, and English, W.H. Allen & Co., Oxford University
- Tiwari, Shiv Kumar (2002), Tribal Roots Of Hinduism, Sarup & Sons
- Toropov, Brandon; Buckles, Luke (2011), The Complete Idiot's Guide to World Religions, Penguin
- Turner, Bryan S. (1996a), For Weber: Essays on the Sociology of Fate, ISBN 9780803976344
- Turner, Jeffrey S. (1996b), Encyclopedia of relationships across the lifespan, Greenwood Press
- Vasu, Srisa Chandra (1919), The Catechism Of Hindu Dharma, New York: Kessinger Publishing, LLC
- Vivekananda, Swami (1987), Complete Works of Swami Vivekananda, Calcutta: Advaita Ashrama, ISBN 978-81-85301-75-4
- Vivekjivandas (2010), Hinduism: An Introduction - Part 1, Ahmedabad: Swaminarayan Aksharpith, ISBN 978-81-7526-433-5
- Walker, Benjamin (1968), The Hindu world: an encyclopedic survey of Hinduism
- White, David Gordon (2000), Introduction. In: David Gordon White (ed.), "Tantra in Practice", Princeton University Press
- White, David Gordon (2006), Kiss of the Yogini: "Tantric Sex" in its South Asian Contexts, University of Chicago Press, ISBN 9780226027838
- Wink, Andre (1991), Al-Hind: the Making of the Indo-Islamic World, Volume 1, Brill Academic, ISBN 978-9004095090
- Witzel, Michael (1995), „Early Sanskritization: Origin and Development of the Kuru state” (PDF), Electronic Journal of Vedic Studies, 1 (4): 1—26, Архивирано из оригинала (PDF) 11. 6. 2007. г.
- Zimmer, Heinrich (1951), Philosophies of India, Princeton University Press
- Majumdar, R. C.; H. C. Raychauduri; Kaukinkar Datta (1960), An Advanced History of India, Great Britain: Macmillan and Company Limited, ISBN 0-333-90298-X, Архивирано из оригинала 6. 2. 2009. г., Приступљено 22. 10. 2017
- Benjamin Walker Hindu World: An Encyclopaedic Survey of Hinduism, (Two Volumes), Allen & Unwin, London, 1968; Praeger, New York, 1968; Munshiram Manohar Lal, New Delhi, 1983; Harper Collins, New Delhi, 1985; Rupa, New Delhi, (2005)  81-291-0670-1.
- Basham, A. L. (1967), The Wonder That was India